# Euphorbia piceoides
Euphorbia piceoides är en törelväxtart som beskrevs av Mats Thulin. Euphorbia piceoides ingår i släktet törlar, och familjen törelväxter. Inga underarter finns listade i Catalogue of Life.